# Donnalucata
Donnalucata, 3172 habitantes, es una fracción marítima del municipio de Scicli desde el cual se encuentra a 8 km de distancia, en el Libre consorcio municipal de Ragusa.